# Giesbeek
Giesbeek is een dorp in de gemeente Zevenaar, in de Nederlandse provincie Gelderland.

## Algemeen
Op 1 januari 2023 telde Giesbeek 2.665 inwoners. Giesbeek lag tot aan 1969 direct aan de rivier de IJssel. Tegenwoordig is dit stuk van de IJssel door aanpassingen aan de rivier en zandwinning onderdeel geworden van het recreatiegebied Rhederlaag. Giesbeek heeft hierdoor uitgebreide recreatiemogelijkheden binnen handbereik, zoals diverse zandstranden en een jachthaven met botenhelling. De IJssel stroomt sinds de aanpassingen om het recreatiegebied heen.
Het dorp heeft een rustieke uitstraling, mede door de molen De Hoop en de kerk (Martinuskerk). Deze kerk verloor tijdens de Tweede Wereldoorlog haar toren, die in 2010 werd herbouwd.
Bij de molen begint de Kerkstraat, een van de oudste straten van Giesbeek, waar de Martinuskerk zich bevindt. Aan deze straat is, door de verschillende historische dijkwoningen die zich er bevinden, goed te zien dat het ooit onderdeel van de IJsseldijk was. Sinds ongeveer 1985 ligt de IJsseldijk met een ruimere boog om het dorp, waardoor er ruimte kwam voor nieuwbouw.

## Historie
Het gebied rond Giesbeek is al heel lang bewoond. Beroepsvaart op de IJssel, boerderijen en steenfabrieken hebben tot een aantal jaren na de tweede wereldoorlog een rol gespeeld in de ontwikkeling van het dorp. Tot aan de aanleg van de Rivierweg (N338) is Giesbeek vrijwel alleen via de dijk bereikbaar. Pas vanaf circa de jaren zestig van de twintigste eeuw neemt in Giesbeek het inwonersaantal toe. De verbrokkelde lintbebouwing langs de Kerkstraat en Meentsestraat raakt in tientallen jaren aan elkaar gebouwd. En uiteindelijk raakte zo het gebied tussen de Kerkstraat, Meentsestraat en Rivierweg bebouwd. De meest recente uitbreiding van Giesbeek is de buurt Riesweerd II. Dit is zelf weer een vervolg op de wijk Riesweerd I uit de jaren negentig. Beide wijken zijn gebouwd tussen de huidige IJsseldijk en de Kerkstraat (oude IJsseldijk).
Sinds de Tweede Wereldoorlog is de bevolking van Giesbeek sneller gegroeid dan daarvoor. Een flink deel van de huidige bewoners heeft een echte Giese historie. Dit is terug te zien aan een aantal meer voorkomende achternamen, zoals Witjes en Wieggers. Daarnaast is er door de jaren ook de nodige instroom geweest van mensen die geen historische binding met het dorp hebben.
In 2005 is Giesbeek onderdeel geworden van de gemeente Zevenaar. Daarvoor hoorde Giesbeek, samen met Lathum, bij de gemeente Angerlo. Uit die tijd stamt ook het Angerlo's Nieuws, een regionaal krantje dat nog altijd verschijnt en maandelijks wordt verspreid in de drie dorpen van deze voormalige gemeente.

## Voorzieningen
Als dorp heeft Giesbeek een aantal voorzieningen zoals winkels, eetgelegenheden, een sporthal, het kulturhus De Brede Blik (2004). In dit centrum is plaats voor (basis)onderwijs (De Paulusschool), kinderopvang, zorg en welzijn, cultuur (Bibliotheek en Dependance van muziekschool Musiater) en recreatie.

## Verenigingsleven
Giesbeek kent verschillende verenigingen zoals voetbalvereniging GSV'38, judoclub Judokwai Giesbeek, tennisvereniging De Does, volleybalclub Givo'92, carnavalsvereniging de Knor- en Knalpot, waterscouting Abel Tasman, schutterij E.M.M., fanfarekorps st. Gregorius en drumfanfare Red & Black. Ook kent Giesbeek een watersportvereniging W.S.V. die gevestigd is in de jachthaven aan recreatieplas de Rhederlaag.

## Foto's

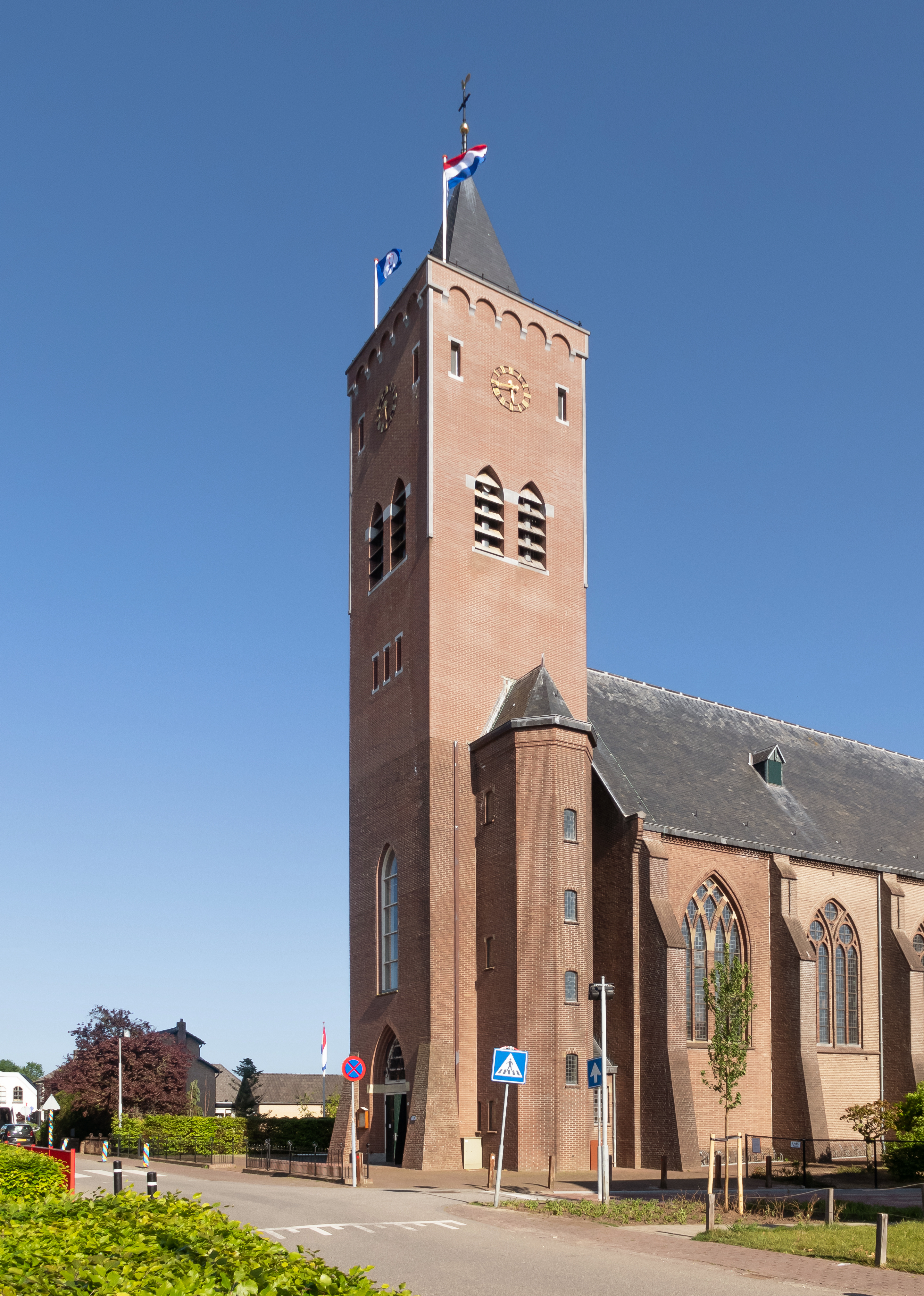
Giesbeek, kerk
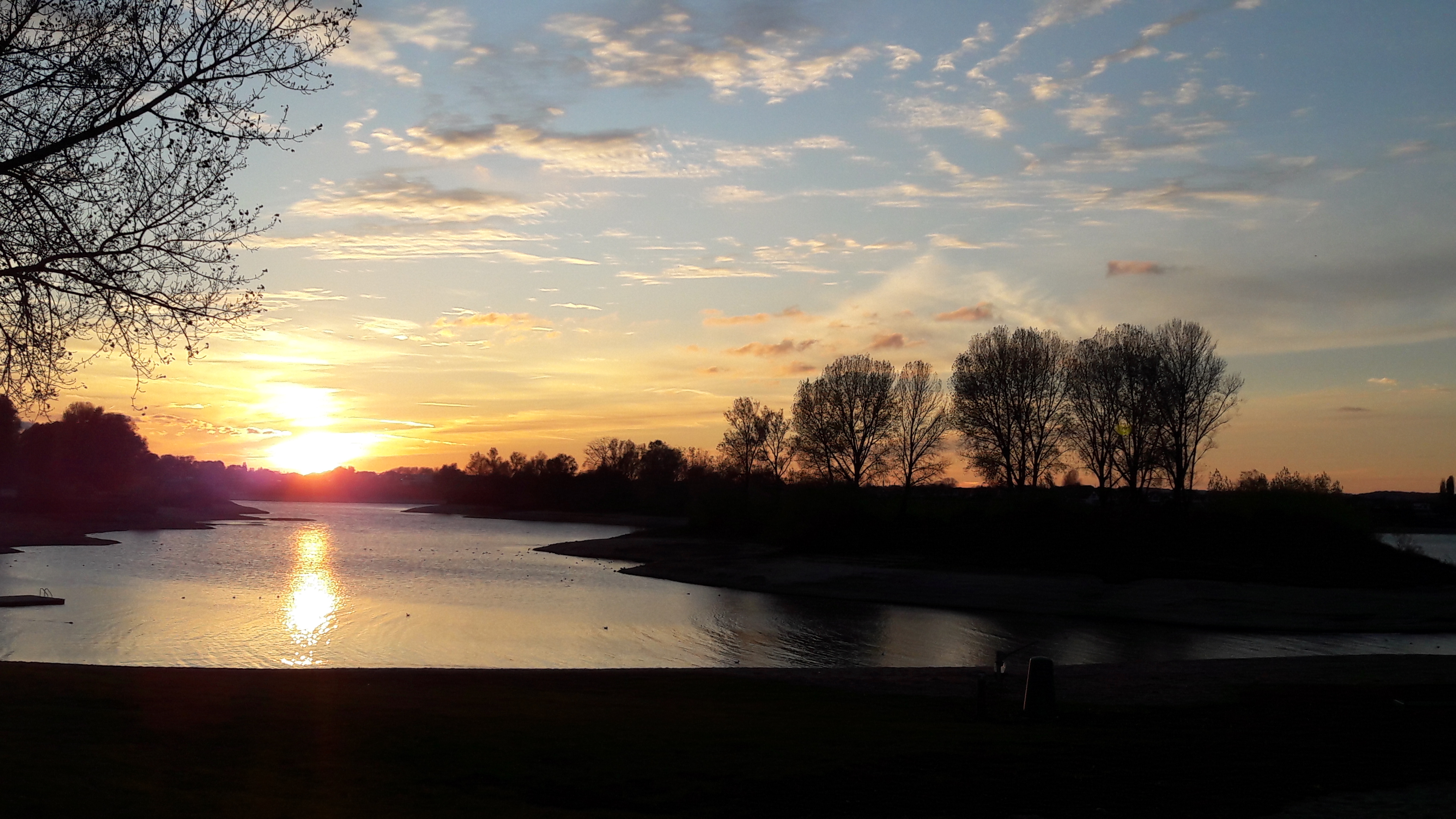
Zonsondergang op het strand Giesbeek (bij de Giese Kop)
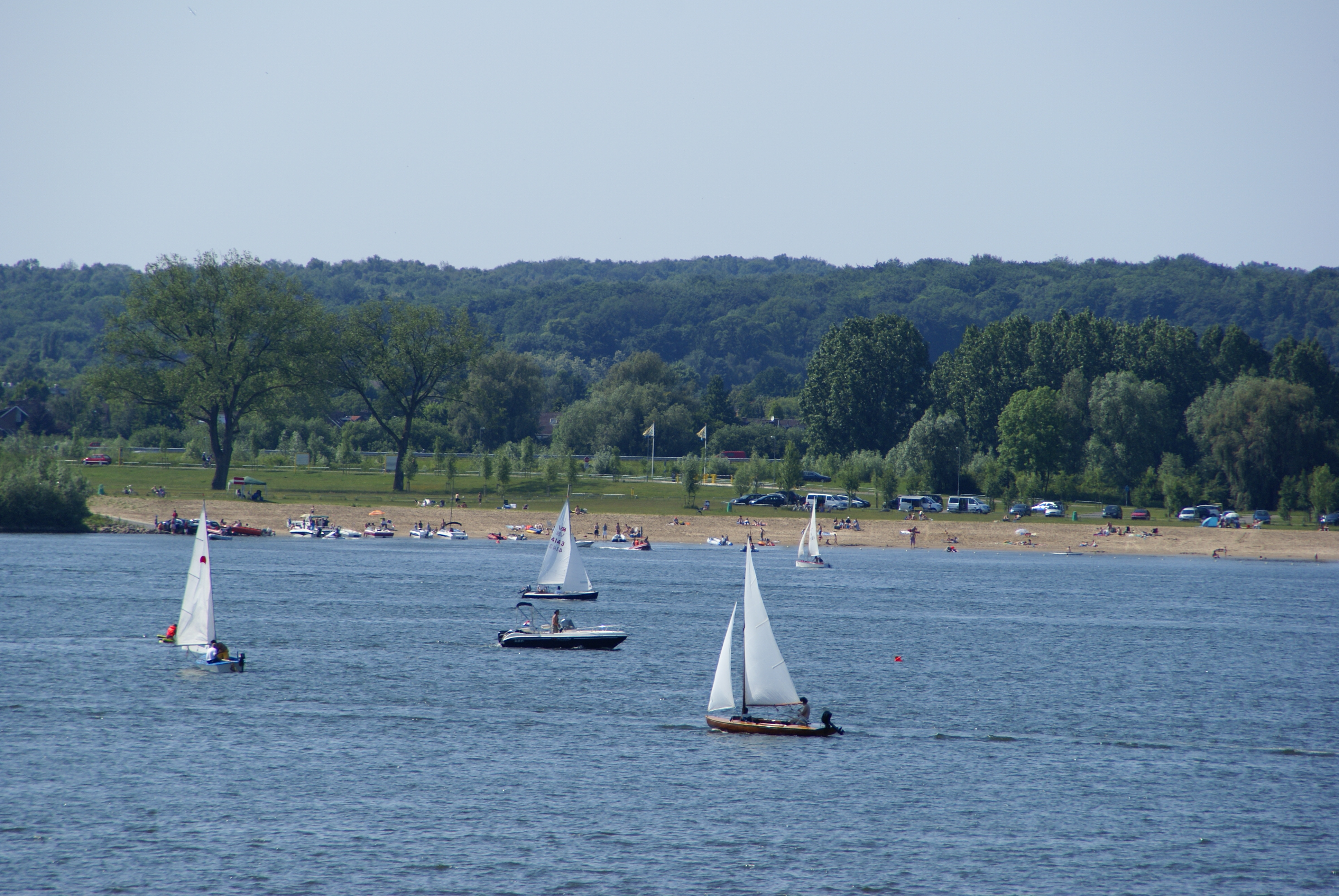
Watersport Rhederlaag bij Giesbeek
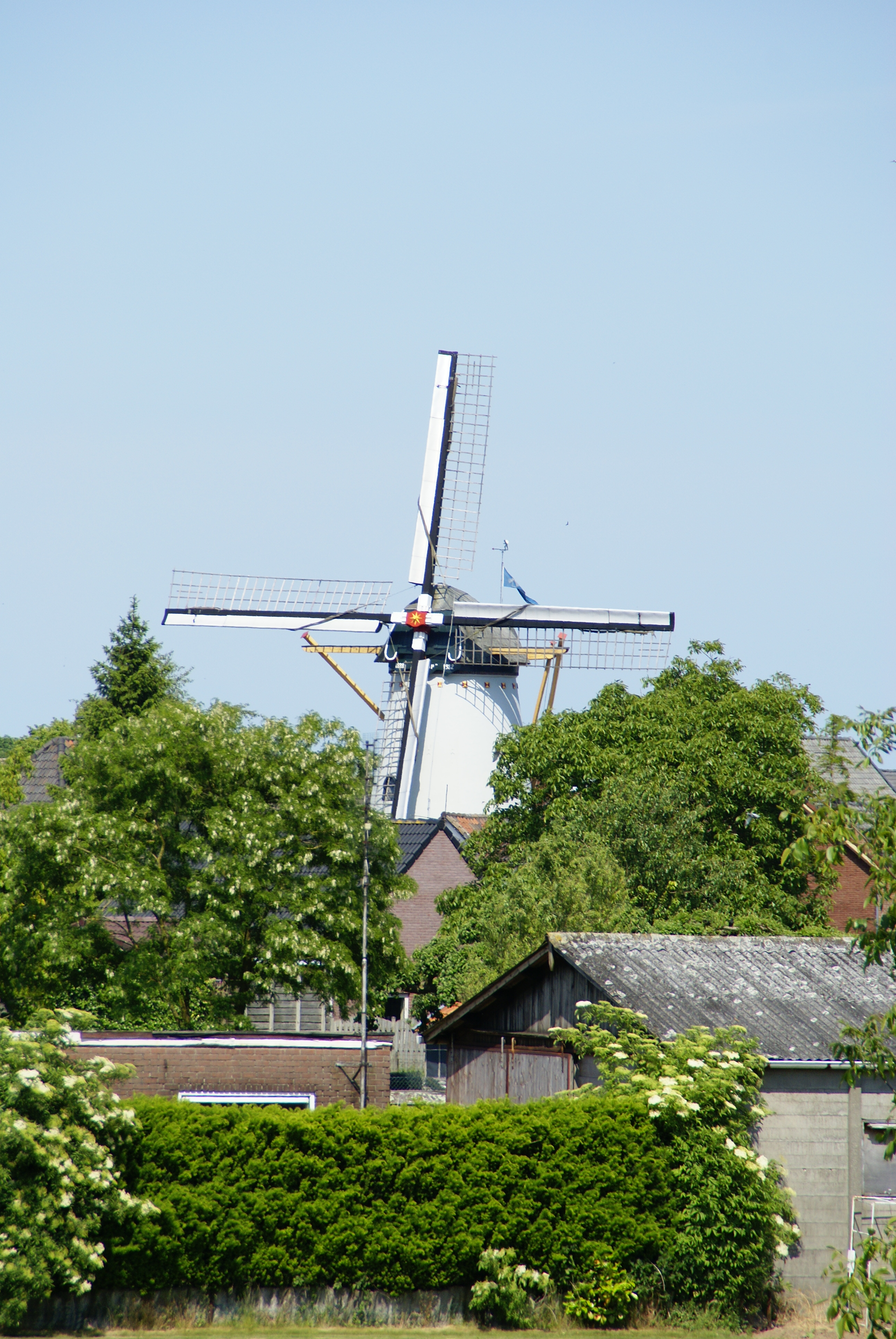
Molen De Hoop Giesbeek
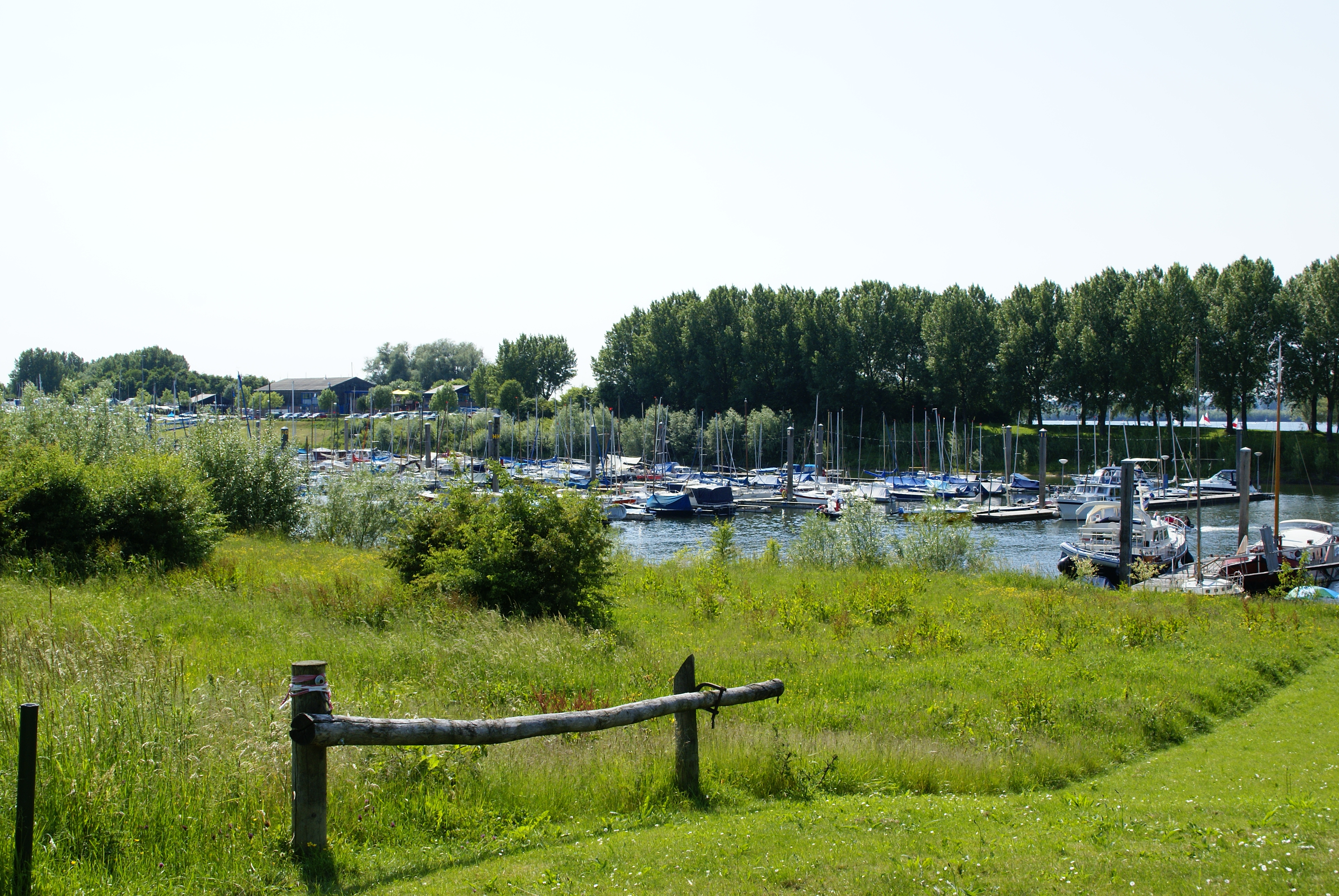
Haven watersportvereniging Giesbeek
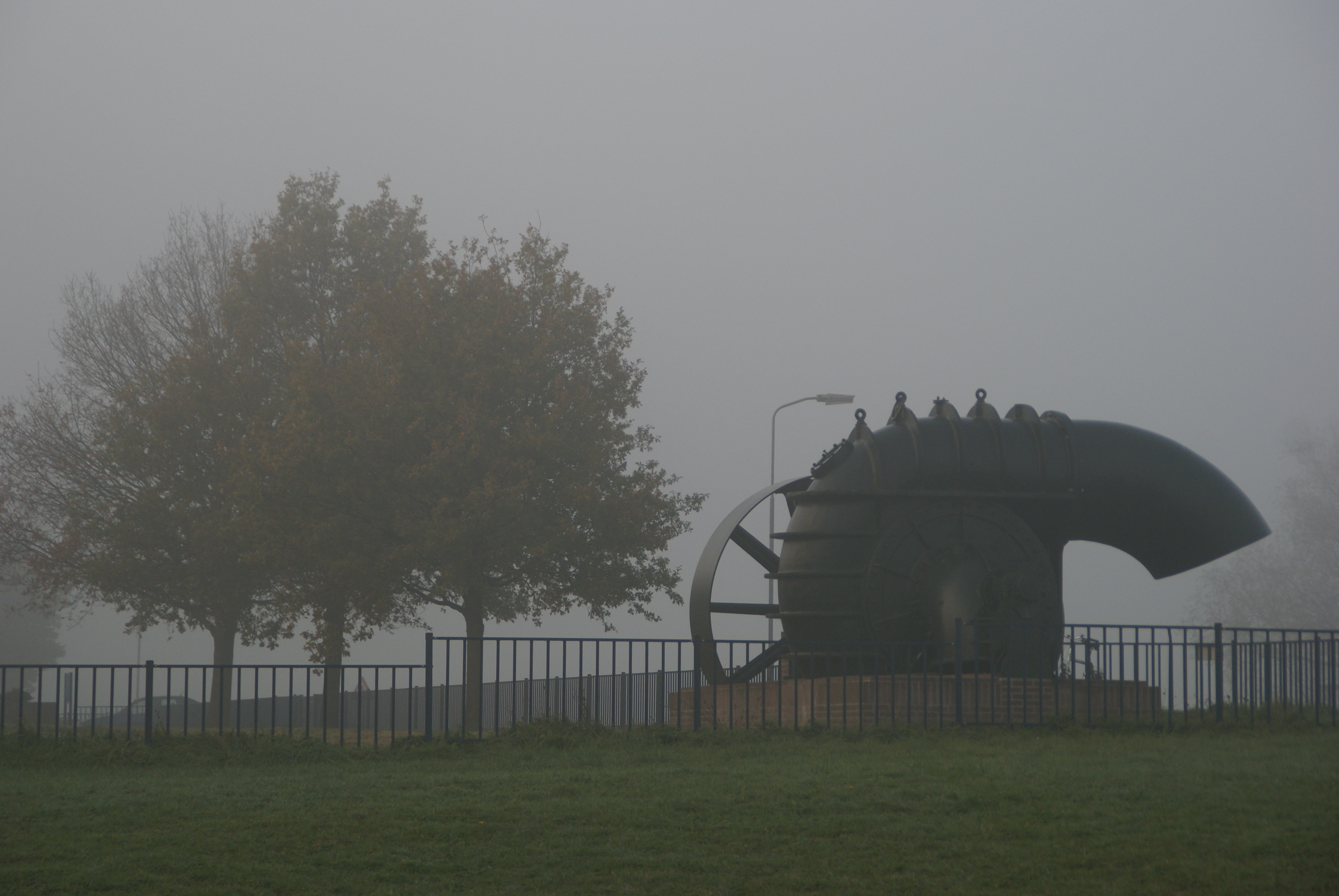
Monument bij gemaal De Liemers in Giesbeek

Stad: Zevenaar      Dorpen: Aerdt · Angerlo · Babberich · Giesbeek · Herwen · Lathum · Lobith · Oud-Zevenaar · Pannerden · Spijk · Tolkamer

Buurtschappen: Aerdenburg · Bahr · Bevermeer · Bingerden · Geitenwaard · Holthuizen · Kijfwaard · Kwartier · Ooy · Oud-Dijk (deels) · Tuindorp · Veldhuizen · Zweekhorst

Voormalige gemeenten: Angerlo · Rijnwaarden

Gelderland: Steden en dorpen in Gelderland      Nederland: Provincies · Gemeenten